# Serbischino
Serbischino (russisch Сербишино, älter: Сербишна/Serbischna) ist ein Weiler in der Oblast Swerdlowsk im Föderationskreis Ural der Russischen Föderation. 2010 hatte Serbischino noch 44 Einwohner, mit abnehmender Tendenz.
Der Ort liegt auf 217 Metern über dem Meeresspiegel. Es herrscht feuchtkontinentales Klima. Die jährliche Niederschlagsmenge beträgt an die 740 mm.
Die Haupteinnahmequelle der Einwohner ist die Agrar- und Forstwirtschaft, neben dem Pendeln zur Arbeit in eine der nächstgelegenen größeren Städte wie das etwa 15 Kilometer südlich gelegene Newjansk oder das etwa 25 Kilometer nördlicher gelegene Nischni Tagil.